# Вулиця Декабристів (Київ, історична)
Ву́лиця Декабри́стів — зникла вулиця, що існувала в Радянському районі (ніні — Шевченківському) міста Києва, місцевості Арештантські городи, Євбаз. Пролягала від Берестейського проспекту до річки Либідь. 
Перетинала Жилянську вулицю.

## Історія
Вулиця виникла 1908 року під назвою 2-й Новий провулок. 1911 року набула назву Клейгельсівський провулок (на честь київського гененерал-губернатора Миколи Клейгельса), назву Декабристів вулиця отримала 1926 року. Під час окупації міста нацистськими військами — вулиця Гулака-Артемовського, на честь українського композитора, автора опери "Запорожець за Дунаєм" Семена Гулака-Артемовського або його дядька, письменника Петра Гулака-Артемовського. Згодом з 1944 року — знову Декабристів. Ліквідована в 1980-х роках у зв'язку з частковою зміною забудови та переплануванням місцевості.
Однак було ліквідовано і забудовано лише заключну частину вулиці, частина між Берестейським проспектом і Жилянською вулицею продовжує існувати й дотепер у вигляді безіменного наскрізного проїзду, що їх сполучає.
З 1984 року таку ж назву отримала нова вулиця на Харківському масиві в Дарницькому районі, яку вона мала до 2022 року (сучасна вулиця Братства тарасівців).

## Зображення

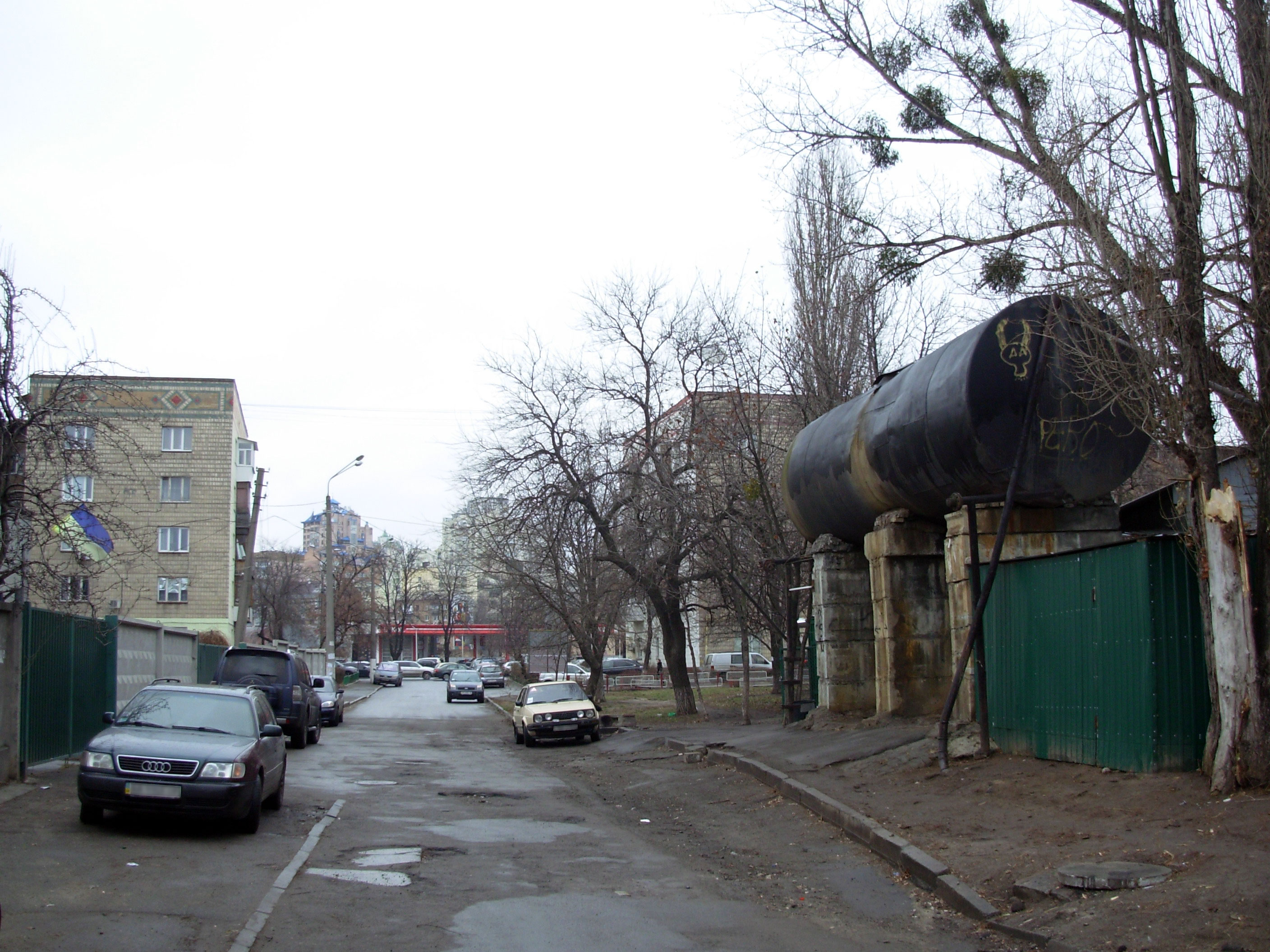
Вигляд у бік Берестейського проспекту